# Große Biga

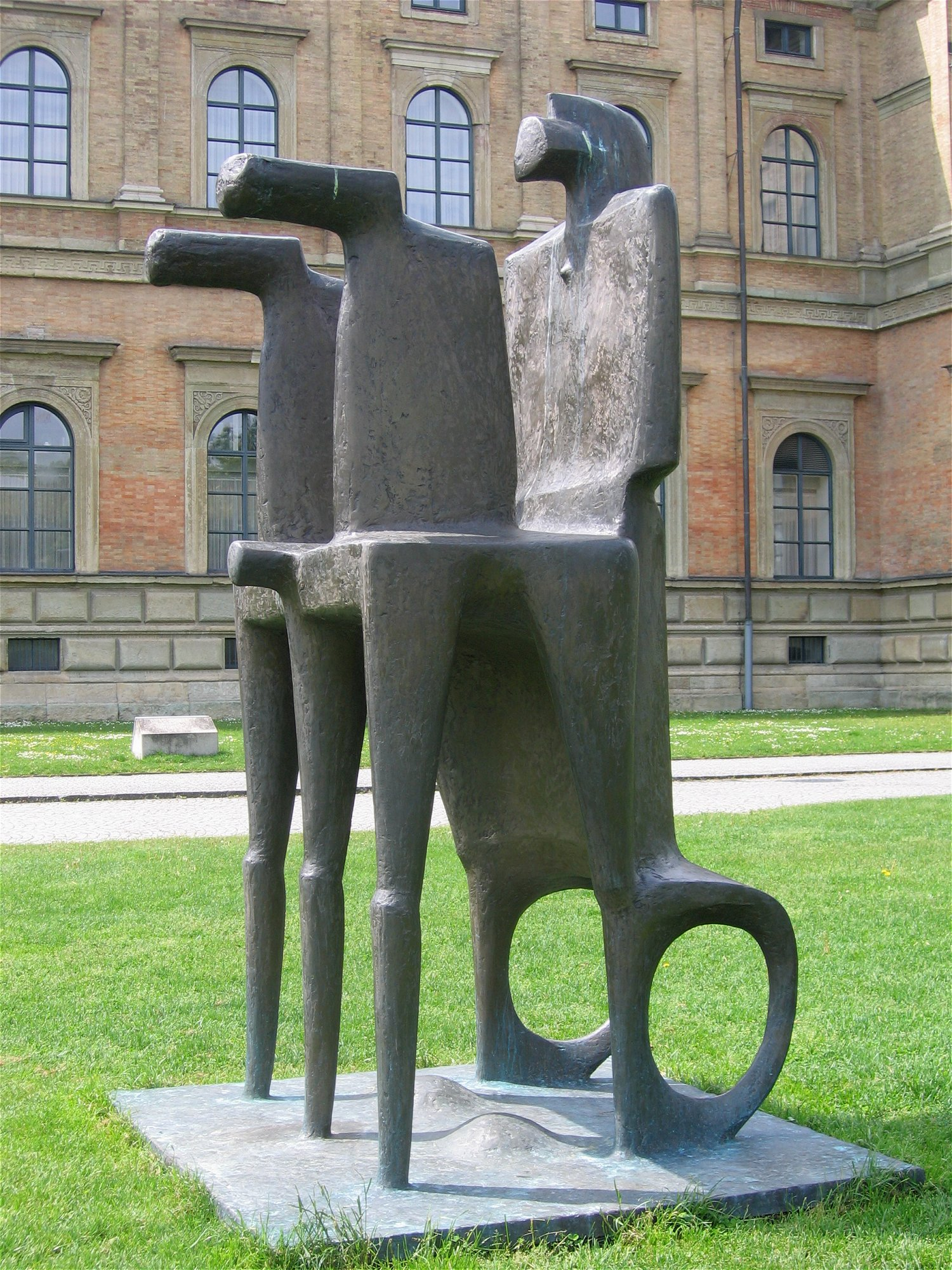
Fritz Koenig: Große Biga

Große Biga (Grande Biga) è una scultura monumentale di Fritz Koenig. La scultura di bronzo è stata creata nell'anno 2000. Si trova a Monaco di Baviera davanti alla Alte Pinakothek nel quartiere di Maxvorstadt.
Biga è un carro a 2 ruote usato nella Roma antica.